# Transiente
Eine Transiente ist ein Einschwingvorgang oder ein Abschnitt in einem Signal, der von einem solchen instationären Vorgang kündet, siehe auch Sprung- und Impulsantwort. Auf elektrischen Leitungen oder in elektronischen Schaltungen sind Transienten oft sehr kurz.

## Definition
Der Begriff Transient stammt aus dem Lateinischen und bedeutet „Übergang“. Zum Beispiel braucht ein gedämpfter Oszillator nach einer kurzzeitlichen Störung einige Zeit, um wieder ins Gleichgewicht zu kommen, oder, nachdem eine dauerhafte Änderung einer Systemvariablen eingetreten ist, um das neue Gleichgewicht zu erreichen.
Transiente Spannungen (Vorgänge) sind zeitlich nicht vorhersehbar (zufällig) sowie von begrenzter Dauer. Sie wiederholen sich nicht periodisch und lassen sich in ihrer Form nicht eindeutig voraussagen.

### Begriffe
Weitere Begriffe, die mit Transienten zu tun haben:
Transient Recovery Voltage
Transient Recovery Time
Zeit, die die Ausgangsspannung einer Stromversorgung nach dem Auftreten von Transienten benötigt, um sich innerhalb der Grenzwerte zu stabilisieren.
Transient Response Time
Zeitintervall zwischen dem Auftreten von Transienten und dem Rücklauf auf einen festgelegten Amplitudenbereich.
Transient Response
Übergangsverhalten eines Stromkreises auf eine plötzliche Änderung am Eingang oder Ausgang.
Transient
Abweichung eines bestimmten Parameters, im Allgemeinen der Eingangsspannung beziehungsweise der Last am Ausgang.

## Bereiche, in denen die Transienten von Bedeutung sind

### Audio
Der Begriff Transient (m), bisweilen auch Transiente (f) bezeichnet den kurzen Zeitabschnitt, in welchem ein plötzlich in Schwingung versetztes schwingendes System (Saite, Luftsäule, Stab, o. dergl.) zunächst noch chaotisch schwingt (Geräusch), bevor sich die Longitudinalwellen in Grund- und harmonische Oberschwingungen ordnen (Klang).
Unter anderem anhand des spezifischen Transient-Charakters unterscheiden und identifizieren wir sicher Naturklänge, z. B. der Bogenanstrich einer Saite, oder etwa den Ansatz einer uns bekannten Sprechstimme.

### Stromnetz

Beispiele für Transienten im Stromnetz

Die zuverlässige Erkennung von transienten Vorgängen im elektrischen Energieversorgungsnetz ist sehr wichtig, um Schäden zu vermeiden. Durch ständige Veränderungen im elektrischen Versorgungsnetz durch Schalthandlungen und Fehlerfälle ergeben sich immer wieder neue Netzzustände, auf die sich das Gesamtsystem einschwingen muss (siehe auch Spannungsregelung). Dabei treten im Normalfall transiente Ausgleichsströme und Ausgleichspannungen auf. Um einschätzen zu können, ob die transienten Vorgänge aus einer gewollten oder ungewollten Netzänderung resultieren, braucht man zuverlässige Entscheidungskriterien. Bei der Untersuchung des stationären und transienten Verhaltens wie auch bei der Analyse und Planung von Energieversorgungsnetzen muss die Störfestigkeit gegen schnelle elektrische Transienten (bursts) und Impulspakete (impulse packets) betrachtet werden.

### Gerätenetzteile

Durch Lastwechsel verursachte Spannungsschwankung

Bei Hardware-Schaltungen bezeichnet man mit Transienten Spannungsspitzen, die in Zusammenhang mit Netzteilen auftauchen können und die möglicherweise die Schaltung beschädigen. In Netzteilen führt ein großer Lastwechsel durch darauf notwendige Ausregelvorgänge zum Einschwingen in der Ausgangsspannung. Geringe Schwankungen sind deswegen ein Qualitätsmerkmal, bzw. schlechte Netzteile können zu Funktionsstörungen in der angeschlossenen Elektronik führen.
Genau definierte Transienten (Normblitze) sind Prüfgrößen bei der Überprüfung der elektromagnetischen Verträglichkeit von Geräten. Es wird unterschieden zwischen energiereichen transienten Störimpulsen (Stoßspannungen, Surge) und schnellen transienten Störimpulsen (Burst). Die technischen Maßnahmen des Überspannungsschutzes dienen zum Schutz vor Transienten durch Blitzschlag und andere Ursachen.